# Federico Vittore Nardelli
Federico Vittore Nardelli (Avezzano, 4 aprile 1891 – Roma, 20 dicembre 1973) è stato uno scrittore e ingegnere italiano.

## Biografia
Federico Vittore Nardelli nacque ad Avezzano (AQ), in Abruzzo, il 4 aprile 1891. Si laureò in Ingegneria coltivando le sue passioni per la letteratura e la filosofia.
Fu autore di due note opere biografiche su Gabriele D'Annunzio e Luigi Pirandello, quest'ultima riconosciuta dal drammaturgo siciliano e tradotta in francese per Gallimard e in spagnolo; scrisse anche romanzi e racconti.
Morì nel quartiere di Monte Sacro a Roma il 20 dicembre 1973.

## Opere principali
- Federico Vittore Nardelli, La Panarda, Milano, Treves, 1927.
- Federico Vittore Nardelli, L'arcangelo: vita e miracoli di Gabriele D'Annunzio, Milano, A. Stock, 1931.
- Federico Vittore Nardelli, L'uomo segreto: vita e croci di Luigi Pirandello, Milano, Mondadori, 1932.
- Federico Vittore Nardelli, Il futuro ti guarda, Roma, Bocca, 1955.
- Antiscoperta della origine degli Etruschi, Milano, Lerici, 1959